# قائمة ملوك كندا

## قائمة ملوككندامنذ إستقلالها الذاتي في الحكم ( 1867 - حتى الآن )
| # | الاسم            | صورة | بداية الفترة   | نهاية الفترة   |
| - | ---------------- | ---- | -------------- | -------------- |
| 1 | فكتوريا          |      | 1 يوليو 1867   | 22 يناير 1901  |
| 2 | إدوارد السابع    |      | 22 يناير 1901  | 6 مايو 1910    |
| 3 | جورج الخامس      |      | 6 مايو 1910    | 20 يناير 1936  |
| 4 | إدوارد الثامن    |      | 20 يناير 1936  | 11 ديسمبر 1936 |
| 5 | جورج السادس      |      | 11 ديسمبر 1936 | 6 فبراير 1952  |
| 6 | إليزابيث الثانية |      | 6 فبراير 1952  | 8 سبتمبر 2022  |
| 7 | تشارلز الثالث    |      | 8 سبتمبر 2022  | حتى الان       |